# Peerless Lake
Peerless Lake est une communauté située dans la province d'Alberta, dans le centre-nord.